# Пайхан
Пайхан (кит. 排行, пиньинь páiháng, буквально: «выстраивание в ряд») — китайская система выбора имён для детей с учётом философских представлений о циркуляции и взаимосвязи стихий (воды, огня, металла, дерева и земли), в соответствии с которой имена всех представителей одного поколения в пределах родственной группы (раньше — патрилинейного клана, позднее — большой или малой семьи) включали повторяющийся общий элемент (кор. 돌림자). Система пайхан выражалась в наличии «семейной родословной книги», в которой содержался циклический список иероглифов. Иногда подобный список представлял собой короткое стихотворение, пожалованное императором как знак особой милости.
Особой системой выбора имени, сродни пайхан, было назначение повторяющего элемента в качестве знака групповой (но не семейной) принадлежности. Подобная практика выработалась как альтернатива клановости; например, она распространилась во времена династий Сун и Мин среди светских последователей буддизма.
Традиция пайхан была воспринята как заслуживающая имитацию членами маньчжурского дома Айсин Гёро — основателями династии Цин.